# Quipeio
Quipeio, também grafada como Tchipeio, é uma vila e comuna angolana que se localiza na província do Huambo, pertencente ao município de Ecunha.